# Khepresh

Den blåa kronan

Khepresh var det egyptiska namnet på Den blåa kronan i det forntida Egypten. Under Nya riket bar farao den i strider men den användes också ceremoniellt.  Ett vanligt namn brukade vara Krigskronan men moderna historiker försöker undvika det eftersom den hade andra användningsområden.
Den tillverkades av tyg eller läder som färgades blått och utsmyckades med små gyllene solskivor.

## Historik
Amenhotep III var den första faraonen som är avbildad med den blåa kronan och under 18:e och 19:e dynastierna bars den av några faraoner som deras huvudkrona. Det tidigaste omnämnandet av kronan härstammar troligen från Kairostele nr 20799 som är från omkring 1600 f.Kr. under andra mellantiden.

## Mytologiska kopplingar

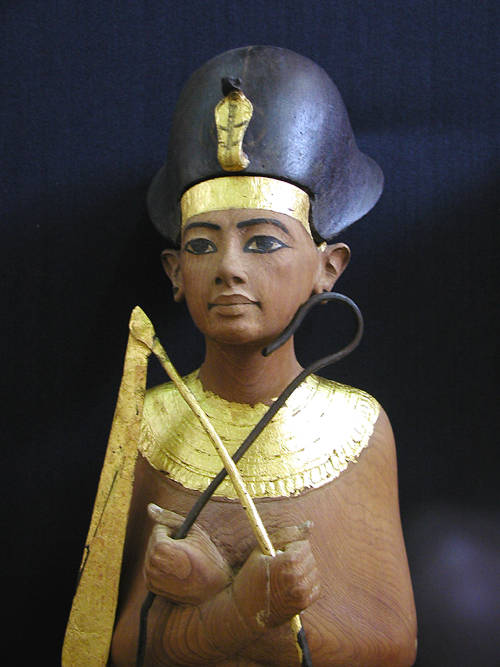
Tutankamon

Symboliskt tjänade kronan förmodligen att påvisa förnyelse och fertilitet och som ett tecken på en legitim arvtagare, med rättmätigt anspråk på tronen. Även om den ofta använts i olika krigssyften och för att påvisa seger över fienden fanns det andra kronor för det ändamålet. Ofta ses kungen som barn med den blåa kronan och då särskilt vid amning av gudinnor vilket därmed förbinder dem direkt med gudarna.